# Schloss Untergröningen

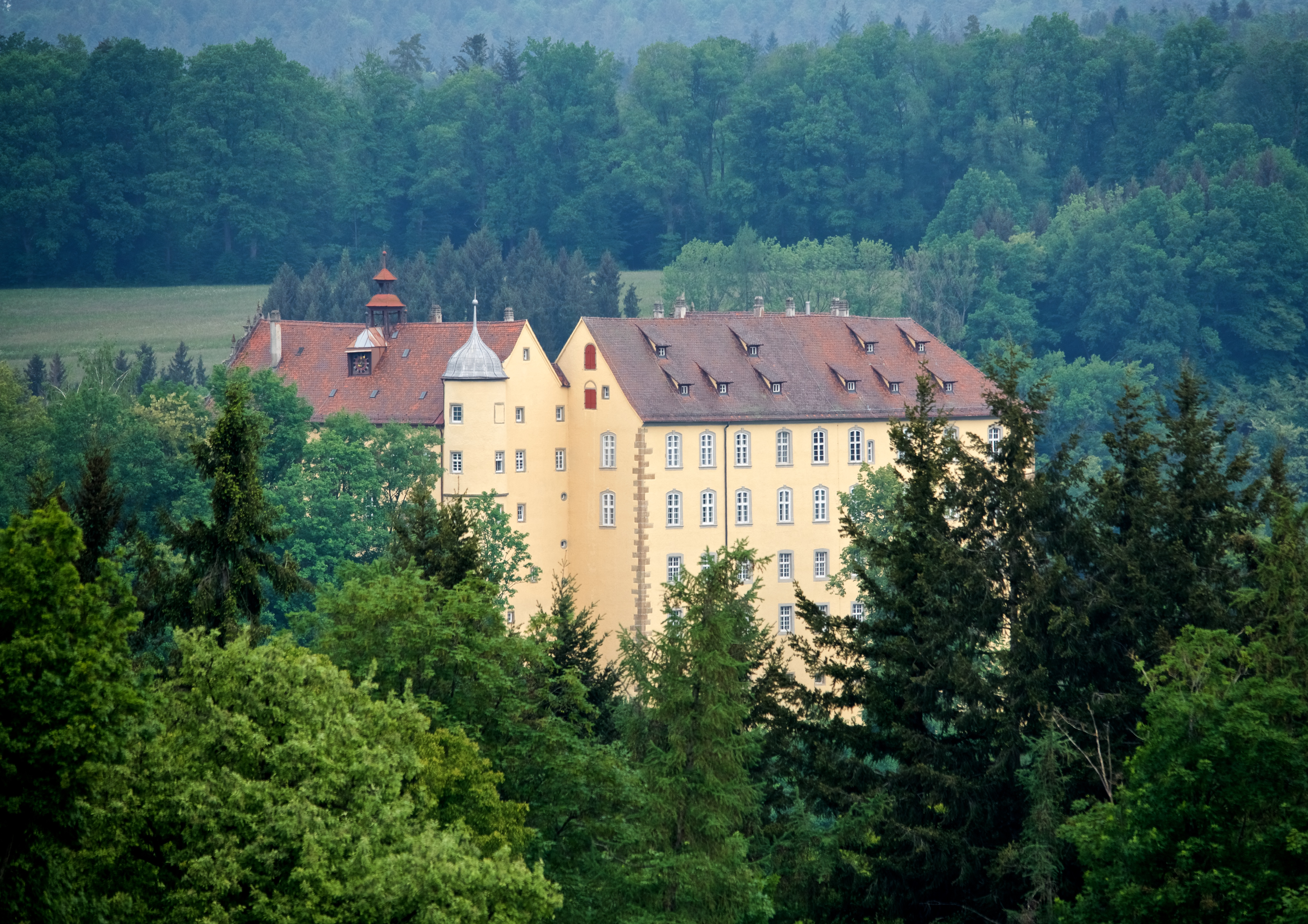
Schloss Untergröningen von Süden gesehen

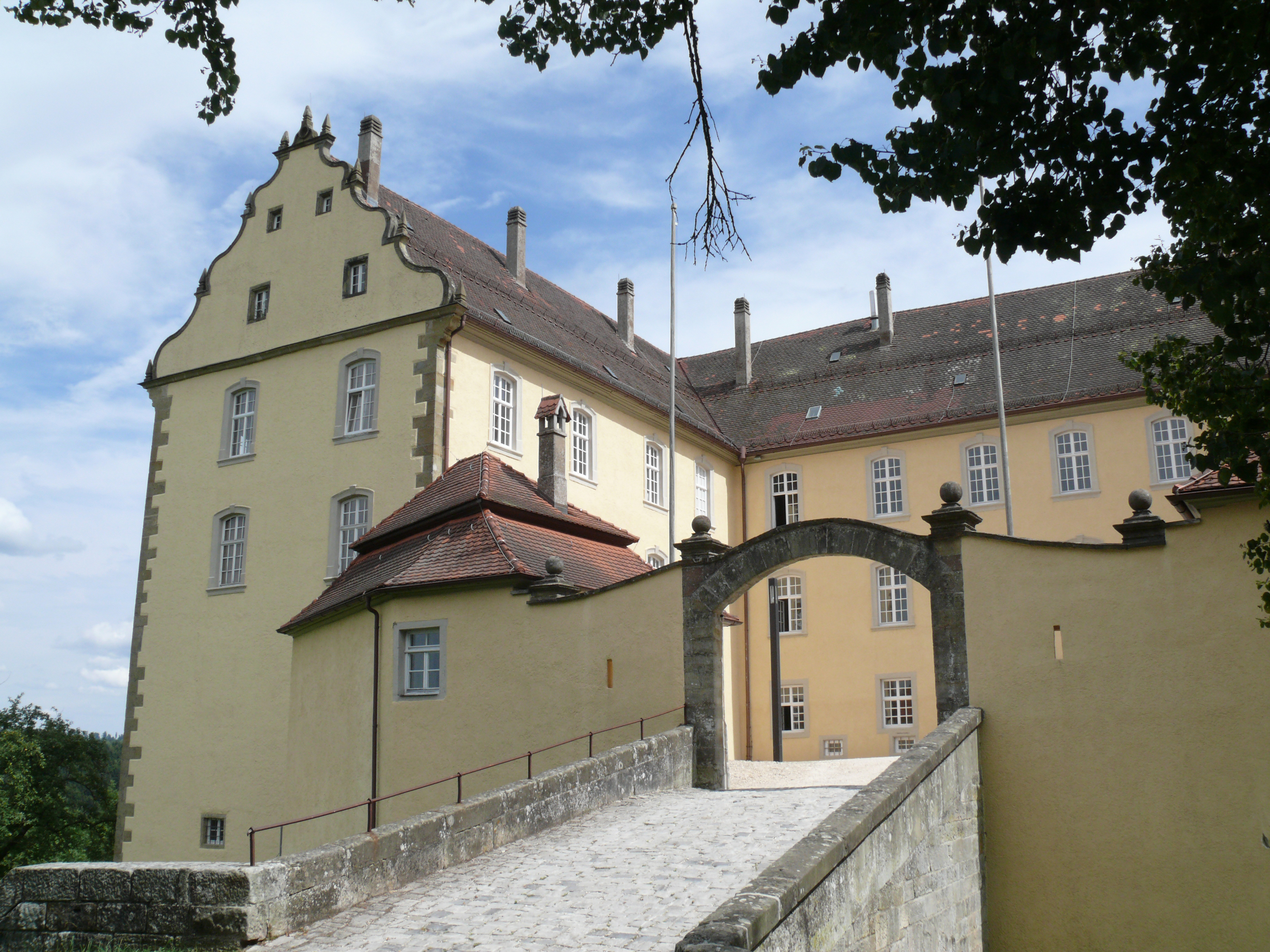
Die Eingangsseite (Westen) des Schlosses

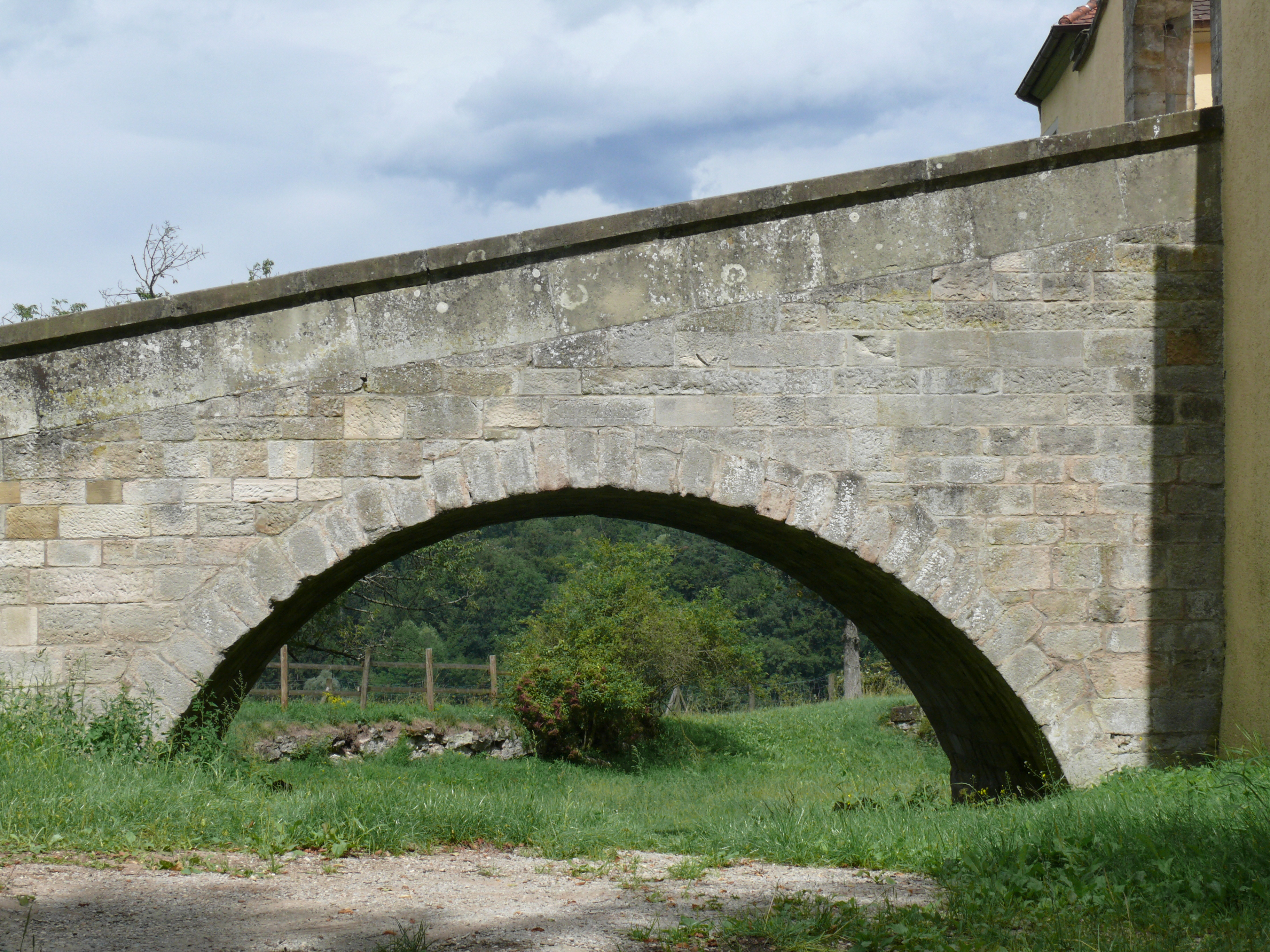
Die Steinbrücke zum Schlosshof

Das barocke Schloss Untergröningen befindet sich auf einem Bergsporn der Frickenhofer Höhe und gehört heute zur Gemeinde Abtsgmünd im Ostalbkreis in Baden-Württemberg. Das Schloss wird heute unter anderem als Ausstellungsraum des Kunstvereines KISS genutzt.

## Geschichte
Erstmals wird eine Vorgängerburg am 7. November 1351 urkundlich erwähnt. Ulrich VI. von Rechberg verkaufte die Stadt Sindelfingen für 5000 Pfund Heller. Als Bezahlung hierfür wurden durch die Grafen Eberhard II. und Ulrich IV. von Württemberg Schulden erlassen und von seinem Bruder Johann II. von Rechberg die Burg Gröningen überlassen. Nach dem Tod von Ritter Wilhelm III. von Rechberg 1413 kam die Burg in den Besitz der Herren von Yberg, die diese bereits 1436 an Schenk Conrad von Limpurg und dessen Brüder für 5250 rheinische Goldgulden weiterveräußerten. Im 15. Jahrhundert hatte die Burg zeitgleich mehrere Besitzer. Den Schenken von Limpurg gelang es schließlich, die Herrschaft über die Burg zu sichern. Um 1564 baute Christoph III. Schenk von Limpurg-Gaildorf (1531–1574) ein mittelalterliches Wohnhaus im Süden der Anlage zum Tor und Vogtshaus um und damit die Burg zum Schloss aus. Dies bezeugt heute noch die Inschrift auf einer Wappentafel an der Seite, wo sich einst der frühere Zugang befand, ehe die Westseite geöffnet wurde:

„Wir christoff Herr zu Limpurg des Hay(ligen) Röm(ischen) Reichs Erbschenk semperfrei haben disen Baw volfuert in anno 1564. Maria Fraw zu Limpurg geborne Greffin zu Widt, Runckeln vnd Isemberg sein e(he)liche Gemahel.“

Bei dem Bauherrenpaar handelt es sich also um Christoph Schenk von Limpurg-Gaildorf (* 12. Juli 1531; † 3. September 1574) und seine erste Frau Maria von Wied-Runkel († 15. März 1563). Der Umbau zum Schloss als Jagd- und Sommerresidenz erfolgte ab 1603 mit dem Neubau des Nord- und Ostflügels. 1690 gelangte das Anwesen in den Besitz der Linie Limpurg-Speckfeld-Sontheim, welche bereits 1713 mangels männlicher Nachkommen ausstarb. Bereits ab 1690 entwickelte sich ein Erbstreit, der erst 1774 endete, da zehn weibliche Nachkommen als Erbinnen vorhanden waren. Durch eine außergerichtliche Entscheidung per Losentscheid wurde die Linie Limpurg-Sontheim-Gröningen Besitzer des Schlosses. Damit erbte Fürstin Marie Friederike Sophie Charlotte von Hohenlohe-Waldenburg-Bartenstein (* 18. Februar 1714; † 1. Mai 1777)
die Herrschaft Gröningen.
Ab 1775 erfolgten umfangreiche Umbauten an der Schlossanlage, bei denen das heutige Aussehen geschaffen wurde. Unter anderem wurde die Zugbrücke abgerissen und durch ein massives Bauwerk ersetzt. Die bis dahin evangelische Schlosskirche wurde in eine katholische umgewandelt, wofür als Ersatz in der Ortschaft eine neue Kirche gebaut wurde. Im Jahr 1804 vertauschte Fürst Ludwig Aloys den herrschaftlichen Anspruch mit dem Reichsvizekanzler Franz Gundaccar von Colloredo-Mansfeld.
Durch die Mediatisierung, die in der Rheinbundakte 1806 festgeschrieben wurde, gelangte der Besitz in den Einflussbereich des Königreichs Württemberg. Endgültig wurde dies durch den Verkauf am 2. Januar 1827 von Schloss und Ländereien für 141.000 Gulden von Fürst Rudolf von Colloredo-Mansfeld an die württembergische Krone. Im Schloss wurden Beamtenwohnungen sowie eine katholische Schule eingerichtet.
Die Nutzung des Schlosses veränderte sich im 19. Jahrhundert mehrfach. 1852 entstanden eine Suppenküche zur Armenspeisung und eine Schachtelmacherei. Im Jahr 1862 wurde im Südflügel eine Privat-Realschule eingerichtet. Zu Beginn des 20. Jahrhunderts wurde das Schloss als Pfarramt für beide Konfessionen verwendet, zeitweise auch als Kindergarten und Volksschule. Nach dem Zweiten Weltkrieg befanden sich Mietwohnungen im Schlossgebäude.
Ende 1980 befand sich das Schloss in einem baulich schlechten Zustand. Lediglich die Decken wurden notdürftig gesichert. 1996 wurde die Beschäftigungsinitiative Schloss Untergröningen gegründet, worauf eine umfassende Renovierung der Gebäude durchgeführt wurde. Heute beherbergt das Schloss neben dem Kunstverein die katholische Kirchengemeinde sowie den Heimatverein Untergröningen.

## Kunstverein KISS – Kunst im Schloss Untergröningen
Im Sommer 2001 konnte der Kunstverein KISS (Kunst im Schloss) den ersten Kunst- und Kultursommer eröffnen. Es wurden Ausstellungen im Schloss Untergröningen veranstaltet. Ab 2016 fanden ganzjährig verschiedene kulturelle Veranstaltungen statt wie „MISTA“ (Mitglieder stellen aus) sowie „AufgeSCHLOSSen“ für junge Künstler aus Baden-Württemberg. Die Dauerausstellung „KUNST.STOFF.TÜTEN“ ist eine der weltweit wenigen Museums-Sammlungen von Kunststofftüten. „Oben ohne“ ist das Talent-Event im Schloss, bei dem junge und jung gebliebene Talente aller Genres sich und ihr Talent OBEN im Schloss und OHNE viel Technik präsentieren. Des Weiteren finden Vorträge und Konzerte etc. statt.